# Ошейниковый ворон
Оше́йниковый во́рон (лат.  Corvus torquatus) — вид птиц из рода во́ронов.

## Описание
Размером этот ворон 52—55 см. Взрослые особи имеют воротничок из белых перьев на шее. Основное оперение — блестящее (отливает фиолетовым цветом), чёрного цвета. Молодые птицы обладают более коричневым и менее блестящим оперением, воротничок тусклее, перья на нем имеют тёмный оттенок на конце. Перья на горле копьевидные, не плотные. Клюв и ноги — чёрные.
Эта птица занесена в список видов, находящихся под угрозой исчезновения.

## Среда обитания
Обитает на открытой местности, на посевных полях с небольшим количеством деревьев, особенно любит селиться у воды, на побережьях, в низинах, а также иногда может встречаться в городских ареалах.

## Распространение
Родиной ошейникового ворона принято считать Китай, Гонконг и Вьетнам, однако теперь этот вид появляется и в Тайване.

## Питание
Пищу находит на земле, это могут быть насекомые, моллюски, мелкие позвоночные, которых ворон может ловить в неглубоких водоёмах, так же в пищу употребляет зерна, особенно рис. Может поедать пищевые отходы людей. В отличие от остальных сородичей, падаль он почти не ест, однако может есть яйца и птенцов других птиц.

## Гнездование
Гнездо, как правило, располагается на дереве, его делают из грязи. В кладке обычно 3—4 яйца.

## Голос
Звук, издаваемый ошейниковым вороном включает в себя повторяющиеся многократно крики «кааарр» или свойственные всем воронам обрывистые и щёлкающие звуки.